# 樽茶清悟
樽茶 清悟（たるちゃ せいご、1953年9月20日 - ）は、日本の物理学者。量子ドットなどの研究を行っている。愛媛県松山市出身。十倉好紀は大学時代の同級生。

## 略歴
- 1972年 愛光高等学校を卒業。
- 1976年 東京大学工学部物理工学科を卒業。
- 1978年 東京大学大学院工学系研究科修士課程を修了。日本電信電話公社に入社、物性科学基礎研究所で半導体量子井戸や量子細線を研究。
- 1986年 マックスプランク固体研究所で翌年まで客員研究員として勤務。東京大学大学院工学系研究科で工学博士の学位を取得。
- 1995年 7月から10月までデルフト工科大学の客員教授として、人工原子の電子状態について研究を行う。
- 1998年 NTTを退社、東京大学大学院理学系研究科物理学専攻教授となる。
- 2004年 東京大学工学系研究科物理工学専攻教授となる。
- 2011年 1個の電子のスピン状態を保ったまま、量子ドット間で移送し検出する実験に成功したことがNature誌で報じられた（山本倫久助教授との共同実験）[1]。

## 主な受賞歴
- 久保亮五記念賞 - 第2回（1998年）『低次元電子輸送における電子間相互作用の実験的研究』
- 日本IBM科学賞 - 第12回（1998年）『低次元電子系における強相関効果の実験的研究』
- 仁科記念賞 - 第48回（2002年）『人工原子・分子の実現』
- 紫綬褒章受勲 - 2004年
- 江崎玲於奈賞 - 第4回（2007年）『人工原子・分子の実現と量子コンピューターへの挑戦』
- 藤原賞 - 第64回（2023年）『半導体量子技術の開拓量子コンピュータへの応用』